# Scottsdale (Arizona)
Scottsdale (o'odham Vaṣai S-vaṣonĭ; yaqui Eskatel) és una ciutat ubicada al Comtat de Maricopa a Arizona, Estats Units d'Amèrica, de 280.167 habitants segons el cens de l'any 2023. És a uns 25 quilòmetres de la capital de l'estat, Phoenix. L'actual alcalde és Jim Lane.
Scottsdale es troba a 50 km de la seva vora nord a l'extrem sud, i cobreix 478 km². La ciutat limita amb la ciutat de Phoenix a l'oest, Tonto National Forest al nord, les muntanyes McDowell a l'est i el riu Salt al sud.
Durant els anys de la Depressió van visitar la ciutat molts artistes i arquitectes a Scottsdale, com Frank Lloyd Wright el 1937. Wright i la seva dona van comprar 240 ha de desert als peus de les muntanyes McDowell i van establir Taliesin West, la seva casa d'hivern i la seu del sud-oest del seu despatx d'arquitectura.